# Ernst Alm
Ernst Alm (* 1. März 1900 in Norsjö; † 7. Oktober 1980 in Skelleftehamn) war ein schwedischer Skilangläufer.
Alm, der für den Ifk Norsjö startete, gewann im Jahr 1922 in 7:32:49 Stunden den ersten Wasalauf, der ab diesem Jahr fast jährlich stattfindet.  Bei den Olympischen Winterspielen 1924 in Chamonix errang er den sechsten Platz über 50 km. Bei schwedischen Meisterschaften siegte er 1924 über 50 km und 1925 über 15 km. Im Jahr 1925 wurde er Fünfter beim Wasalauf.